# Yasmin Kafai
Yasmin B. Kafai es una académica alemana-estadounidense que es profesora de Ciencias del Aprendizaje en la Escuela de Posgrados en Educación de la Universidad de Pensilvania, con un título secundario en Ciencias de la Información y la Computación en la Escuela de Ingeniería y Ciencias Aplicadas de la Universidad de Pensilvania . Fue presidenta de la Sociedad Internacional de Ciencias del Aprendizaje (ISLS) y editora ejecutiva del Journal of the Learning Sciences .

## Vida
Kafai nació en Alemania y ha trabajado y estudiado en Alemania, Francia y Estados Unidos. En Estados Unidos, Kafai trabajó con Seymour Papert en el Laboratorio de Medios del MIT y fue miembro del cuerpo docente de la Escuela de Posgrados en Educación y Estudios de la Información de UCLA.
Kafai es pionera en la investigación sobre informática, juegos y aprendizaje.Utilizando la teoría construccionista, Kafai examina los diseños y la cultura de la tecnología y ayudó a sentar las bases para iniciativas programáticas sobre juegos y aprendizaje.Kafai fue uno de los primeros desarrolladores e investigadores de Scratch, un lenguaje de programación educativo que permite a los jóvenes participar creativamente como programadores en el desarrollo de proyectos computacionales.También es una voz activa sobre la participación de las niñas en los juegos y la programación y sobre el impacto de los juegos virtuales en el comportamiento social de los jóvenes.  
Kafai es editora de Beyond Barbie and Mortal Kombat: New Perspectives on Gender and Gaming (2008), una colección de ensayos que se basa en el innovador libro From Barbie to Mortal Kombat (Cassell y Jenkins, 2000).Este libro presenta nuevos avances en juegos, género y aprendizaje, y por qué los estereotipos de género persisten en los juegos. El libro de Kafai de 1995 Minds in Play: Computer Design as a Context for Children's Learning ayudó a establecer el campo del juego y el aprendizaje.Kafai también ha escrito Under the Microscope: A Decade of Gender Equity Interventions in the Sciences (2004), ha contribuido a Tech-Savvy: Educating Girls in the New Computer Age y ha escrito cientos de artículos en revistas y libros.

## Libros publicados
- Kafai, Y. B. & Burke, Q. (2016). Connected gaming: What making video games can teach us about learning and literacy. Cambridge, MA: The MIT Press.[11]
- Kafai, Y. B. & Burke, Q. (2014). Connected code: Why children need to learn programming. Cambridge, MA: The MIT Press.[12]

- Kafai, Y. B. & Fields, D. A. (2013). Connected play: Tweens in a virtual world. Cambridge, MA: The MIT Press.[13]
- Kafai, Y. B. (1995). Minds in play: Computer game design as a context for children’s learning. Mahwah, NJ: Lawrence Erlbaum.[14]

## Libros editados
- Holbert, N., Berland, M., & Kafai, Y. B. (Eds.). (2020). Designing constructionist futures: The art, theory, and practice of learning designs. MIT Press.[15]
- Buechley, L., Peppler, K. A., Eisenberg, M., & Kafai, Y. B. (Eds.) (2013). Textile messages: Dispatches from the world of electronic textiles and education. New York: Peter Lang Publishers.[16]
- Kafai, Y. B., Peppler, K. A., & Chapman, R. N. (Eds.) (2009). The computer clubhouse: Constructionism and creativity in youth communities. New York: Teachers College Press.[17]
- Kafai, Y. B., Heeter, C., Denner, J., & Sun, J. (Eds.) (2008). Beyond Barbie and Mortal Kombat: New perspectives on gender and gaming. Cambridge, MA: The MIT Press.[18]

- Kafai, Y. B., & Resnick, M. (Eds.) (1996). Constructionism in practice: Designing, thinking, and learning in a digital world. Mahwah, NJ: Lawrence Erlbaum.[19]